# Joe Dallesandro
Joseph Angelo D'Allesandro III (Pensacola, Florida, 1948. december 31. –) amerikai színész.
Aktmodellként a Joe Catano nevet használta. Húszas évei legelején vált az underground filmek legnagyobb sztárjává. Korai szerepeiben lényegében saját magát alakította. Noha elsősorban arról volt nevezetes, hogy gátlástalanul meztelenre vetkőzött a filmjeiben, amennyiben a szerep (és a rendező) ezt kívánta, természetes játékstílusa, egyszerre férfias és uniszex megjelenése is fontos szerepet játszottak népszerűségében. Európai filmjeinek rendezői között számos nagy név is szerepel.

## Pályafutása

### Zűrös gyermekkor
Joe szülei még tizenévesek voltak, mikor gyermekük született. Az apa egy flottabázison teljesített szolgálatot. Joe ötéves volt, mikor édesanyja lopás miatt börtönbe került. Az apa nem vállalta Joe és öccse, Robert nevelését, ezért a fiúk egy New York-i intézetbe kerültek. Mivel problémás gyerekek voltak, nevelőszüleik folyton cserélődtek, ráadásul azok között is akadt olyan, aki rablásra kényszerítette a testvéreket. Joe az iskolában heves vérmérsékletének és alacsony termete miatti komplexusának köszönhetően igazi bajkeverőnek számított. A fiú gyakori szökésekkel igyekezett felhívni magára valódi apja figyelmét. Az utcán, a hozzá hasonló srácokból álló bandák között talált magának valamiféle család-pótlékot. Ezt már vér szerinti apja sem nézte tétlenül, s a két gyereket a nagyszülőknél helyezte el Queensben. A beavatkozással azonban elkésett: továbbra is távol az atyai szigortól, Joe apróbb lopásokkal múlatta az időt, heccből autókat lopott vagy szórakozásból vandálkodott. Egyik kocsilopási akciója azonban balul sült el: egy rendőr a jobb lábán megsebesítette. A mindössze 15 éves fiú fiatalkorúak intézetébe került Catskillsben. Itt került a karjára a „Little Joe” tetoválás, amely későbbi filmes karrierje során valóságos védjegyévé vált. Nem tagadva meg önmagát, három hónap múlva ebből az intézetből is megszökött. Egyik barátjával bejárták az országot mint autóstopposok, sőt egy időre még Mexikóba is átmentek. Onnan visszatértek Los Angelesbe. Az időközben jóképű fiatalemberré serdült Joe megjelenése felkeltette bizonyos férfiak figyelmét, és az ifjú előtt az érvényesülés újabb, nem kevésbé rögös útjai nyíltak meg.

### Aktfotózás, prostitúció, homoszexualitás
Hogy pénzhez jusson, Joe rendszeresen pózolt meztelenül egy kis magazin, a Physique Pictorial számára. Noha a lap hivatalosan a testkultúra és testépítés népszerűsítésével foglalkozott, elsősorban a homoszexuálisok vásárolták. A lap tulajdonosa, Bob Mizer az évtizedek során számos fiatalról készített hasonló fotósorozatokat, de Joe lett a legismertebb modellje. A modellkedésből szerzett pénz azonban nem volt elegendő, és Joe utcai prostituáltként egészítette ki a keresetét.  Későbbi interjúiban azt mondta erről az időszakról, hogy nem csupán önállóan akart megállni a lábán, hanem igyekezett egy apapótlékot találni, valakit, aki szereti őt. (Martin Duberman a Cures című önéletrajzának egyik szereplőjében, Nedben valójában Joe portréját rajzolta meg.) Ebben a zűrös időszakban Joe állítólag melegek számára készült pornófilmben is szerepelt. Joe szexuális irányultságát egyébként biszexuálisként határozza meg. Joe élete akkor vett újabb fordulatot, amikor elment egy készülő film forgatására.

### Andy Warhol és Paul Morrissey
A filmet New York Village negyedének egyik lakásában forgatta a képzőművészként már akkor világhírűnek számító Andy Warhol és barátja, Paul Morrissey. Morrissey volt az, aki meglátta a leendő sztárt Joe-ban, Warhol pedig beleegyezett, hogy a fiú szerepeljen a produkcióban. Joe-nak többek között alsónadrágra kellett vetkőznie, és birkóznia a másik férfi szereplővel. Ahhoz képest, hogy a két rendező viszonylag kevés pénzből dolgozott, végül 25 órás (!!) anyagot forgattak le, melyet két részre bontva mutattak be: ****, The Loves of Ondine. Joe szerepet kapott Warhol következő két filmjében is. A San Diego Surf a művész egyetlen olyan alkotása, amely nem került a nyilvánosság elé, a Magányos cowboyok (1968) viszont alaposan felkavarta a kedélyeket. Évtizedekkel megelőzve Ang Lee Túl a barátságon (2005) című filmjét, Warhol a Vadnyugat mítoszát vette célba, homoszexuális cowboyokat, transzvesztita seriffet állítva a középpontba. Még a Szövetségi Nyomozóiroda is nyomozást indított, mert az a pletyka járta, hogy a vásznon valódi nemi erőszak látható. Joe világhírnevét végül Morrissey nevezetes trilógiája hozta meg, melyet viszonylag szűk körben ugyan, de jószerivel az egész világon forgalmaztak, a vasfüggöny mögötti országokat kivéve.

#### Flesh, Trash, Heat
A trilógia első része, a Flesh (1968) egy prostituált fiú egy napjának története, dokumentarista stílusban előadva. A film egy évvel megelőzte a hasonló témájú Éjféli cowboy (1969) című hollywoodi produkciót. A Flesh természetesen kivívta a cenzorok haragját, többek között azért, mert Dallesandro mindjárt az elején merev pénisszel látható benne. Még jobban felkavarta a kedélyeket a Trash (1970), amelyben kábítószer-belövés is látható élesben. Magát a filmet a „sex, drugs and rock’n’roll” életérzés reklámjaként értékelték a kritikusok. Morrissey egyébként a kábítószerek ellen volt, a Trasht pedig állítása szerint éppen azért forgatta, hogy valós képet mutasson a már akkoriban is mitizált kábítószer-fogyasztásról és következményeiről. A trilógia befejező része, a Heat (1972) egyes vélemények szerint Morrissey-nek a kommersz filmkészítés felé való közeledéséről árulkodik. Ebben Joe egy volt gyereksztárt játszik, aki egy kiöregedett színésznő selyemfiújaként próbál visszakerülni a szórakoztatóipar világába. A trilógia filmjei a cenzurális problémák ellenére szakmai és közönségsikert arattak, Európába is eljutottak. Az új szexszimbólum, az „underground Rudolph Valentinója” hamarosan az öreg kontinensről is egymás után kapta a szerepajánlatokat.
A trilógia időszakára esett Joe házassága, amelyet ugyanolyan fiatalon és meggondolatlanul kötött, mint egykoron a szülei. A mindössze két évig (1967. december – 1969. december) tartó frigy gyümölcse egy fiúgyermek lett.

### Európai filmek

Monique van Voorennel az Andy Warhol – Frankenstein című filmben

Joe első európai filmjeit szintén Morrissey rendezte, olasz–francia koprodukcióban. Az Andy Warhol – Frankenstein (1973) és az Andy Warhol – Drakula (1974) című filmek csupán reklámcéllal használták Warhol nevét, maga Warhol a filmek készítésében már nem vett részt. Eredetileg mindkettőt térhatásban akarták leforgatni, de végül csak az Andy Warhol – Frankenstein készült el három dimenzióban. Sok kritikus a szex és erőszak kombinációjára épülő olcsó olasz horrorfilmek előfutáraként értékeli Morrissey szóban forgó két filmjét, noha az ironikus előadásmód, a kitűnő operatőri munka, a szuggesztív színészi játék (mindkét mű címszereplője a Fassbinder-filmekből ismert Udo Kier) kiemeli őket az igénytelen kommerszek mezőnyéből. Ráadásul a Frankenstein-film forgatókönyvének megírásában Michelangelo Antonioni munkatársa, Tonino Guerra is részt vett, a Drakula-film kisebb szerepeire pedig olyan jeles kollégákat sikerült megnyerni, mint Vittorio De Sica és Roman Polański!

Jane Birkinnel a Szeretlek, én se téged című filmben

A horrorfilmek forgatása után Joe úgy döntött, Európában marad. Ki szeretett volna kerülni ugyanis Warhol árnyékából, és saját tehetsége révén érvényesülni a továbbiakban. E törekvésének eredményeként kétes értékű kommersz produkciókkal és világszerte elismert rendezők művészfilmjeivel egyaránt gyarapodott a filmográfiája. Pasquale Squitieri L’Ambizioso (1975) című drámájában régi szerepkörében, utcai prostituáltként látható, aki egyre magasabbra emelkedik a bűnözés világában. A francia új hullám egykori kiválósága, Louis Malle Fekete Hold című különös alkotásában egy némát játszott, aki pótapja lesz néhány gyereknek. Egy titokzatos kertészt formált meg a Seeds of Evil című horrorban. 1976-ban forgatta európai korszaka két legjelentősebb filmjét. A francia szórakoztatóipar fenegyereke, Serge Gainsbourg első játékfilmje, a Szeretlek, én se téged ráadásul Dallesandro személyes kedvence is. Egy szerelmi háromszög csúcsát játssza, a homoszexuális teherautósofőrt, aki beleszeret egy fiús külsejű felszolgálólányba (Jane Birkin), akivel azonban csak análisan képes közösülni. A férfi féltékeny kollégája (Hugues Quester) miatt a románc kis híján tragédiába fordul. A másik mű a lengyel Walerian Borowczyk Periféria című drámája. Ebben Joe egy olyan férfit játszik, aki egy szomorú tragédiában elveszíti a családját, ám alkalmi partnere, az arisztokratikus viselkedésű utcalány (Sylvia Kristel) is csupán a pénzért vásárolt gyönyört nyújtja számára, az őszinte érzelmeket nem. Megtörtént bűnügy alapján készült a Gyilkos apáca (1978) című, ma már kultikusnak számító horror a legendás (és igencsak elhízott) Anita Ekberg főszereplésével: Joe Dr. Patrick Roland szerepét alakította. Az utóbbi években lett igazán ismert rendezőnő a francia Catherine Breillat, olyan filmeknek köszönhetően, mint a Románc vagy A pokol anatómiája. Pedig egy kis polgárpukkasztásért már évtizedekkel korábban sem ment a szomszédba: erre jó példa a Joe közreműködésével készült Ágyról ágyra (1979). Az Utolsó tangó Párizsban (1972) című filmből ismert Maria Schneider volt Dallesandro partnere a jeles francia rendező, Jacques Rivette Merry-Go-Round (1981) című alkotásában.

### Vissza az Egyesült Államokba
Joe az 1980-as években visszatért az Egyesült Államokba, ahol addigra már ikonikus figurának számított, mégis be kellett érnie kisebb szerepekkel: a hollywoodi produkciók főszerepeit továbbra sem az ő típusára szabták, ráadásul a Warhol–Morrissey-féle filmkészítés iránti érdeklődés is alábbhagyott. Dallesandro különböző tévésorozatokban játszott, illetve mellékszerepeket formált meg néhány hollywoodi vállalkozásban. Ezek közül Francis Ford Coppola akkoriban csúfosan megbukott filmje, a Gengszterek klubja (1984) a legjelentősebb, amelyben Lucky Luciano szerepét játszotta. Szerepelt Bruce Willis egyik kevésbé sikerült filmjében (Naplemente, 1988), és Johnny Depp partnere volt John Waters Cry-Baby (1990) című alkotásában. 2008 végén bejelentették, hogy a következő berlini filmfesztiválon Dallesandro kapja a Teddy-díjat, melyet a homoszexualitás témáját megjelenítő műveknek és művészeknek ítélnek oda. Wieland Speck, a fesztivál Panoráma-szekciójának igazgatója és a Teddy-díjat átadó zsűri tagja a döntést azzal indokolta, hogy színésznek olyan testi megjelenése van, amelynek „szemlélésébe nem fárad bele az ember”, akár férfiről, akár nőről van szó. Szerinte ez Dallesandro filmjeire és a fotóira egyaránt igaz.
Az évek folyamán Joe még kétszer megnősült és elvált. Született még egy fia. Az új évezredben egy hollywoodi hotel igazgatója: ő is ott él, macskája társaságában. Pályájára így emlékszik vissza: „Teljes életet éltem, nagyszerű dolgokban vettem részt. Voltak persze nehézségeim, de összességében mindennel elégedett vagyok.”

## Érdekességek
- A Rolling Stones 1971-es albuma, a Sticky Fingers borítóján Andy Warhol egyik képe látható, amely egy kidomborodó farmernadrág felső részét ábrázolja: a nadrágban Joe volt.
- A The Smiths debütáló nagylemezének borítóján ugyancsak Dallesandro látható a Flesh egyik jelenetében.
- Joe alakját Lou Reed is megörökítette világsikerű 1972-es dalában, a Walk On The Wild Side-ban:

„Little Joe never once gave it away:

Everybody had to pay and pay:

A hustle here and a hustle there:

New York City is no place where they said:

Hey, babe, take a walk on the wild side:

I said hey, Joe, take a walk on the wild side”
- A ’80-as évek közepén egy magát Sam D’Allesandrónak nevező költő és író azt állította, hogy ő Joe fia. Állítását akkor sem vonta vissza, amikor kiderült, hogy 1956-ban született, mikor állítólagos apja csupán 8 esztendős volt. A férfi 1988-ban, AIDS-ben elhunyt.
- A Madonna expasijaként elhíresült Tony Ward 1996-ban eljátszotta a Hustler White című botrányfilm főszerepét: a figura lényegében tiszteletadás Joe-nak a Fleshben játszott szerepe előtt.
- 1996-ban Greg Gorman közös fotót készített Joe-ról és nagyobbik fiáról, Mike-ról. A kép azért számít ritkaságnak, mert Joe-ról és fiairól ritkán került nyilvánosságra közös fotó.
- 2007 januárjában a budapesti Belvárosi Színház mutatta be a Covershow című musicalt, amelynek egyik cselekményszála Dallesandro és Warhol viharos kapcsolata. A művet az író, Suda Balázs Róbert állította színpadra. Dallesandro szerepét Solti Ádám, Warholét Galambos Attila játszotta.

## Ismertebb filmjei
- 2008: 3 Stories About Evil (rövidfilm)
- 2002: Pacino Is Missing
- 2000: Citizens of Perpetual Indulgence
- 1999: Amerikai vérbosszú (The Limey)
- 1998: Aki másnak sírt ás… (L.A. Without a Map)
- 1995: Theodore Rex (videófilm)
- 1994: Sugar Hill, a kiégett dzsungel (Sugar Hill)
- 1993: Love Is Like That
- 1992: Fegyvermánia (Guncrazy)
- 1992: Vad orchideák 2. (Wild Orchid II: Two Shades of Blue)
- 1992: Inside Out (videófilm, a The Diaries című epizódban)
- 1990: Botcsinálta angyal (Almost an Angel)
- 1990: Double Revenge
- 1990: Cry-Baby
- 1990 Matlock (tévésorozat, a The Informer: Part 1 és a The Informer: Part 2 című epizódokban)
- 1989: Dublőr nélkül / Hollywoodi detektív (The Hollywood Detective) (tévéfilm)
- 1988: Naplemente (Sunset)
- 1988: Private War
- 1988: The Hitchhiker (tévésorozat, a Fashion Exchange című epizódban)
- 1987: Wiseguy (tévésorozat, a The Marriage of Heaven and Hell, az A Deal's a Deal, a The Loose Cannon és a New Blood című epizódokban)
- 1987: Miami Vice (tévésorozat, a Down for the Count: Part 2 című epizódban)
- 1987: Alkalom szüli az orvost (Critical Condition)
- 1986: Fortune Dane (tévésorozat)
- 1984: Miami Vice (tévésorozat, a One Eyed Jack című epizódban)
- 1984: Gengszterek klubja (The Cotton Club)
- 1982: Queen Lear
- 1981: Merry-Go-Round
- 1980: Vacanze per un massacro
- 1980: Parano
- 1979: Ágyról ágyra (Tapage nocturne)
- 1979: Fred Nauer préfère la bière
- 1978: Gyilkos apáca (Suor Omicidi)
- 1978: 6000 km di paura
- 1977: Egy jámbor lélek (Un cuore semplice)
- 1976: Periféria (La Marge)
- 1976: Szeretlek, én se (Je t’aime moi non plus)
- 1976: L’ultima volta
- 1975: Il tempo degli assassini
- 1975: Seeds of Evil
- 1975: Fekete Hold (Black Moon)
- 1975: L’ambizioso
- 1975: Fango bollente
- 1975: Calore in provincia
- 1974: Andy Warhol – Drakula (Dracula cerca sangue di vergine… e morì di sete!!!)
- 1974: Donna è bello
- 1973: Andy Warhol – Frankenstein (Flesh for Frankenstein)
- 1972: Heat
- 1970: Trash
- 1968: Magányos cowboyok (Lonesome Cowboys)
- 1968: Flesh
- 1968: The Loves of Ondine
- 1968: San Diego Surf